# Suka Negeri (Semendawai Barat)
Suka Negeri is een bestuurslaag in het regentschap Ogan Komering Ulu van de provincie Zuid-Sumatra, Indonesië. Suka Negeri telt 2721 inwoners (volkstelling 2010).